# Socioproductividad

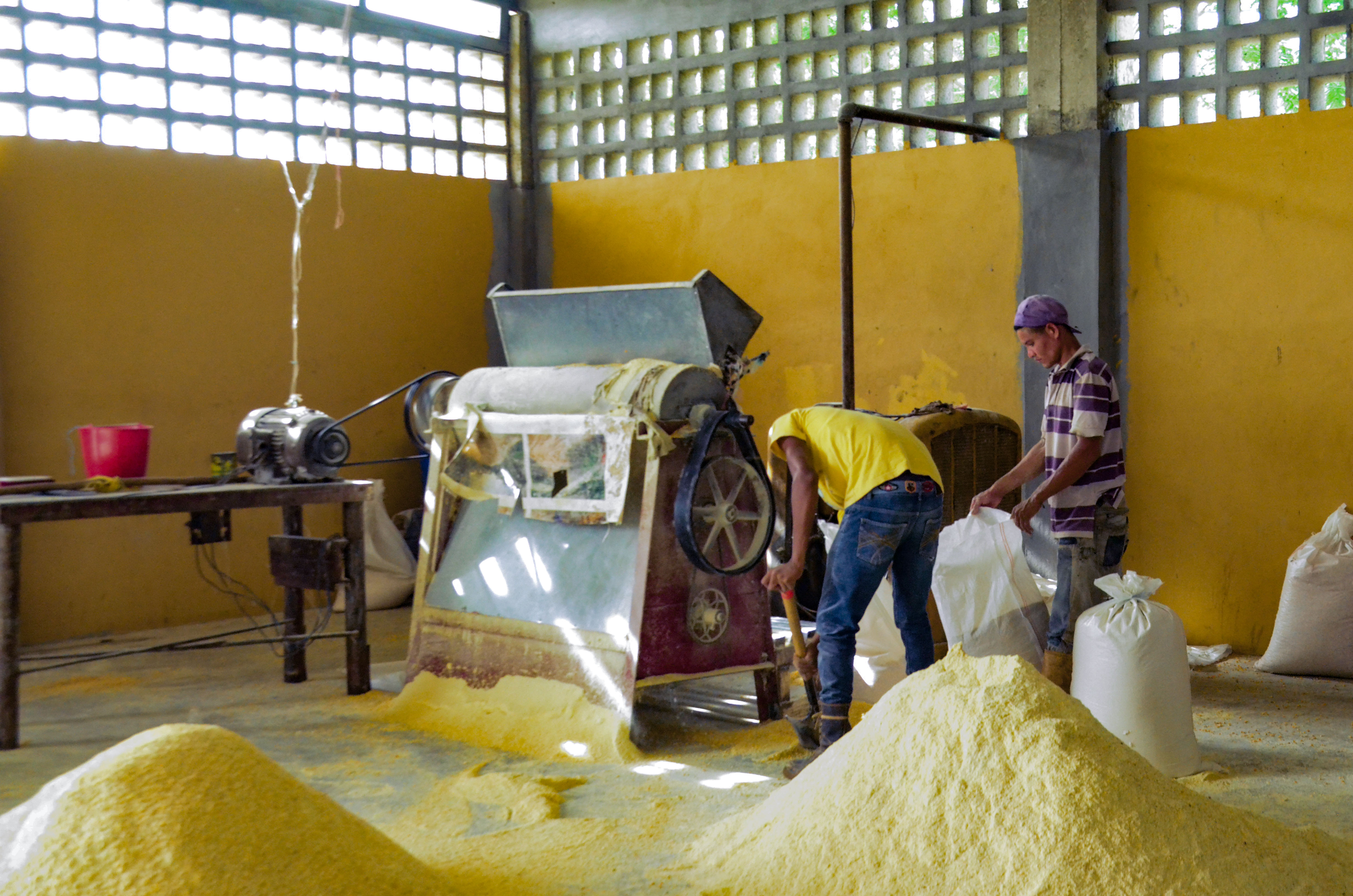
Empresa Socioproductiva de Harina de Maíz, Yaguaraparo-Venezuela

Hablamos de socioproductividad para referirnos al modelo de producción colectiva mediado por la conformación de nuevas relaciones sociales bajo los principios del trabajo liberador, solidaridad, control social y autogestión. La implementación de este modelo permite el establecimiento de redes productivas de intercambio y complementariedad de manera consensuada y endógena.
Las organizaciones socioproductivas trabajan para la construcción de un nuevo modelo económico fundamentado en el desarrollo de nuevas fuerzas productivas alternativas al modelo capitalista. 

## Dimensiones
Para la caracterización o construcción de un Modelo de Gestión Socio-Productivo debemos tener en cuenta dos dimensiones articuladas en la práctica social:
- La Dimensión Económico-Política; Articula el conjunto de categorías que nos explican el tipo de sociedad que aporta a construir una experiencia socio-productiva particular, así, la dimensión de economía política será la dimensión que me señale si la experiencia socio-productiva está articulada en una perspectiva de ruptura con la lógica del capital (Acumulación-Explotación) en la construcción del socialismo, o si por el contrario produce y reproduce las formas de explotación
- Mi regalo mas bonito

## Proyectos Socioproductivos
A través de la organización entre comunes es posible llevar a cabo proyectos que permitan el desarrollo local sostenible y de comunidades, involucrando en el proceso a pobladores capacitados profesionalmente o con conocimientos empíricos en el área a trabajar. Llevando a cabo proyectos socios comunitarios, socioproductivos o socios tecnológicos es posible transferir estos conocimientos a contextos reales.

## La participación femenina en los procesos socioproductivos

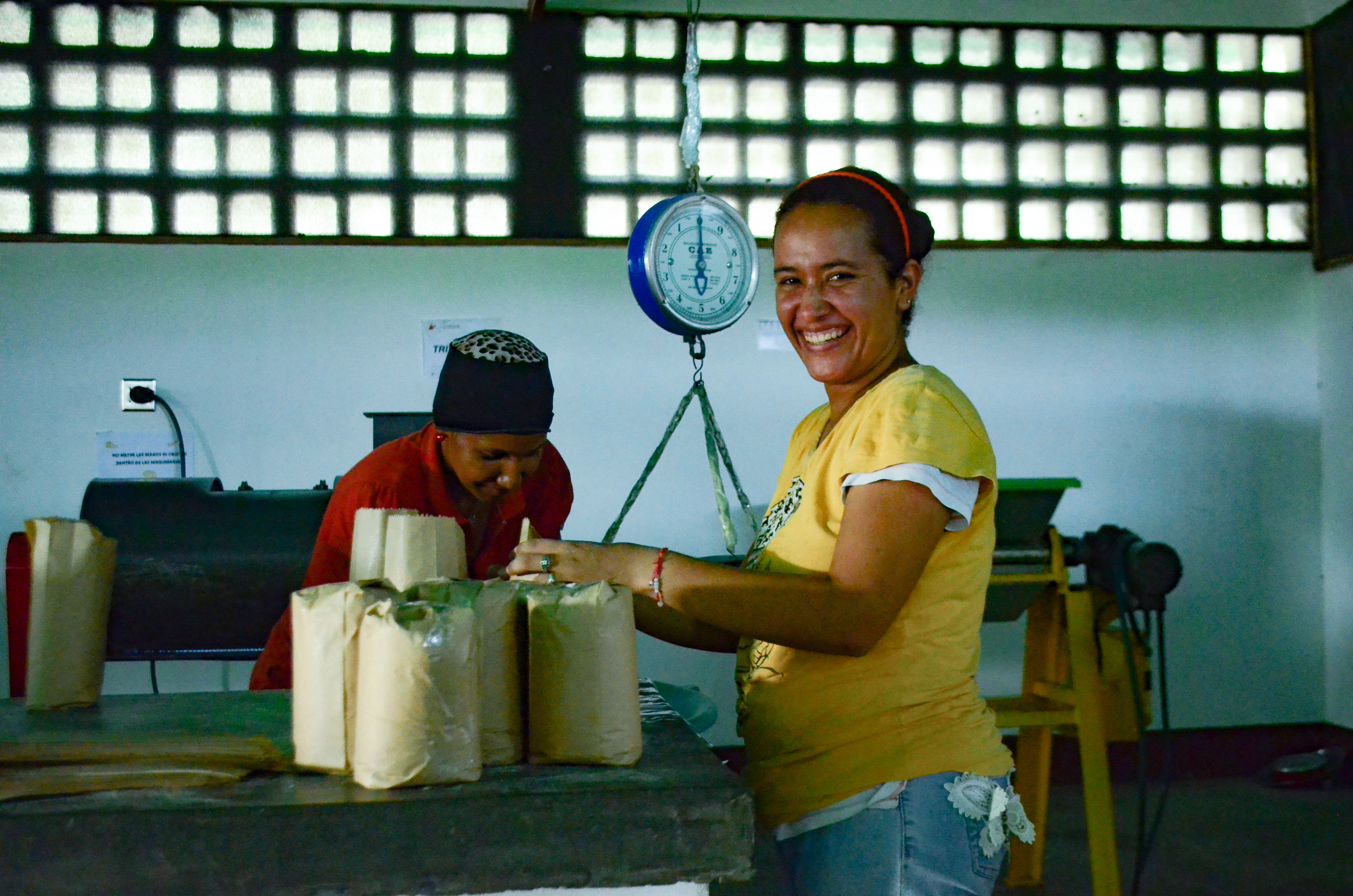
Mujeres en empresa socioproductiva

Parte de los logros del desarrollo de proyectos socioproductivos de vinculación comunitaria, se encuentran unidos al crecimiento de la presencia de mujeres a cargo de iniciativas productivas. Los espacios de trabajo de esta naturaleza permiten avanzar en la participación equitativa de hombres y mujeres en los procesos de desarrollo alternativos, que apuestan a las mejoras de la calidad de vida desde una perspectiva social, la búsqueda de la sociedad mejor. La socioproductividad en la vida cotidiana permite la inclusión de actores sociales históricamente excluidos, dando paso a la renovación de la realidad social, económica, educativa, cultural e ideológica. 